# 一锗化钠
一锗化钠是一种无机化合物，化学式为NaGe。它可由氢化钠和锗粉反应制得。它和氯化亚铜、溴化铵或四氯化锗反应，可以得到金属锗。它和锗、四锗化十七锂加热，可以得到红色的Li3NaGe2，其中含有[Ge2]4−。
它在电化学领域有所研究。